# Elecciones parlamentarias de Vanuatu de 2020
Las elecciones generales se celebraron en Vanuatu el 19 y 20 de marzo de 2020. Inicialmente, las elecciones debían celebrarse el 19 de marzo, pero los problemas logísticos provocaron que algunas áreas votaran al día siguiente.

## Sistema electoral
Los 52 miembros del Parlamento fueron elegidos de ocho distritos electorales de un solo miembro y diez distritos electorales de varios miembros (de entre dos y siete escaños) por escrutinio mayoritario uninominal y voto único no transferible, respectivamente.

## Resultados
Aunque no hubo casos confirmados de COVID-19 en las islas, existía la preocupación de que el temor a la pandemia podría mantener baja la participación. 
Los resultados no oficiales se publicaron gradualmente durante los días siguientes, y los resultados oficiales se anunciaron más tarde de lo habitual, el 6 de abril, debido a la muerte del presidente de la Comisión Electoral de Vanuatu, Martin Tete. La participación bajó seis puntos porcentuales con respecto a las elecciones anteriores en 2016.
|                                    |                                                           |         |       |         |       |
| Partido                            | Partido                                                   | Votos   | %     | Escaños | +/–   |
|                                    | Partido de Líderes de Vanuatu                             | 17,992  | 12.49 | 5       | +4    |
|                                    | Vanua'aku Pati                                            | 17,460  | 12.12 | 7       | +1    |
|                                    | Movimiento de Reunificación para el Cambio                | 16,298  | 11.32 | 7       | +4    |
|                                    | Partido de la Tierra y la Justicia                        | 14,400  | 10.00 | 9       | +2    |
|                                    | Unión de Partidos Moderados                               | 11,043  | 7.67  | 5       | –1    |
|                                    | Partido Nacional Unido                                    | 5,377   | 3.73  | 4       | 0     |
|                                    | Confederación Verde                                       | 3,623   | 2.52  | 1       | –1    |
|                                    | Partido de Desarrollo Rural                               | 3,600   | 2.50  | 2       | Nuevo |
|                                    | Movimiento Liberal Vanuatu                                | 3,147   | 2.19  | 1       | Nuevo |
|                                    | Nagriamel                                                 | 2,980   | 2.07  | 1       | –2    |
|                                    | Partido Laborista de Vanuatu                              | 2,866   | 1.99  | 0       | –1    |
|                                    | Grupo Iauko                                               | 2,847   | 1.38  | 2       | –2    |
|                                    | Partido Progresista del Pueblo                            | 2,664   | 1.85  | 1       | 0     |
|                                    | Partido Vanuatu Primero                                   | 2,112   | 1.46  | 1       | Nuevo |
|                                    | Partido de Desarrollo Nacional de Vanuatu                 | 2,102   | 1.46  | 1       | –1    |
|                                    | Partido del Desarrollo de la Unidad de Personas           | 1,870   | 1.30  | 1       | Nuevo |
|                                    | Movimiento Cultural de Autosuficiencia de Vanuatu         | 1,637   | 1.14  | 1       | Nuevo |
|                                    | Nuevo Partido de la Nación                                | 1,534   | 1.07  | 0       | Nuevo |
|                                    | Vemarana                                                  | 1,506   | 1.05  | 1       | +1    |
|                                    | Movimiento Personalizado Ngwasoanda                       | 1,300   | 0.90  | 1       | Nuevo |
|                                    | Movimiento de Transformación de Oceanía                   | 1,252   | 0.87  | 0       | Nuevo |
|                                    | El Partido Popular                                        | 1,232   | 0.86  | 0       | Nuevo |
|                                    | Movimiento de la Comunidad de Vanuatu                     | 1,028   | 0.71  | 0       | Nuevo |
|                                    | Partido Amigo Melanesio                                   | 996     | 0.69  | 0       | –1    |
|                                    | Partido Kia Koe                                           | 958     | 0.67  | 0       | Nuevo |
|                                    | Partido del Desarrollo Progresista de Vanuatu             | 825     | 0.57  | 1       | +1    |
|                                    | Upi Nafzan Iskei                                          | 729     | 0.51  | 0       | New   |
|                                    | Partido de los Servicios Populares                        | 700     | 0.49  | 0       | –1    |
|                                    | Alianza Popular de Vanuatu por el Cambio                  | 602     | 0.42  | 0       | Nuevo |
|                                    | Partido Natatok                                           | 593     | 0.41  | 0       | 0     |
|                                    | Partido del Agricultor Progresista Republicano de Vanuatu | 512     | 0.36  | 0       | 0     |
|                                    | Partido Democrático Popular                               | 505     | 0.35  | 0       | Nuevo |
|                                    | Partido Nacional                                          | 448     | 0.31  | 0       | 0     |
|                                    | Imaim                                                     | 442     | 0.31  | 0       | Nuevo |
|                                    | Partido UCVP                                              | 436     | 0.30  | 0       | Nuevo |
|                                    | Angai Tagaro                                              | 386     | 0.27  | 0       | Nuevo |
|                                    | Partido Progresista Melanesio                             | 327     | 0.23  | 0       | 0     |
|                                    | Movimientos Unidos por el Pueblo de Vanuatu               | 315     | 0.22  | 0       | Nuevo |
|                                    | Partido Presidencial de Vanuatu                           | 294     | 0.20  | 0       | –1    |
|                                    | Partido Nodaru Masan                                      | 104     | 0.07  | 0       | Nuevo |
|                                    | Partido de la Alianza de Pastores                         | 80      | 0.06  | 0       | 0     |
|                                    | Partido de Acción Popular                                 | 77      | 0.05  | 0       | 0     |
|                                    | Movimiento Namaki Ahute Kastom                            | 71      | 0.05  | 0       | Nuevo |
|                                    | Partido del Pueblo, las Iglesias y los Jefes              | 70      | 0.05  | 0       | Nuevo |
|                                    | Partido Liberal de Vanuatu                                | 54      | 0.04  | 0       | Nuevo |
|                                    | Movimiento por la Rectitud, la Justicia y la Paz          | 37      | 0.03  | 0       | Nuevo |
|                                    | Partido de los Pueblos de Vanuatu para el Cambio          | 19      | 0.01  | 0       | Nuevo |
|                                    | Partido Democrático de la Reforma                         | 7       | 0.00  | 0       | 0     |
|                                    | Independientes                                            | 14,546  | 10.10 | 0       | –8    |
| Votos nulos/en blanco              | Votos nulos/en blanco                                     | 1,061   | –     | –       | –     |
| Total                              | Total                                                     | 145,064 | 100   | 52      | 0     |
| Votantes registrados/participación | Votantes registrados/participación                        | 278,957 | 52.00 | –       | –     |
| Fuente: VEO                        |                                                           |         |       |         |       |

## Consecuencias
Debido al retraso en el anuncio de los resultados oficiales, el Parlamento no pudo reunirse para su primera sesión dentro del período normal de 21 días después de las elecciones, y en su lugar se reunió por primera vez el 20 de abril. Durante la primera reunión, Gracia Shadrack del Partido de los Líderes de Vanuatu fue elegida Presidenta del organismo. Bob Loughman, del Vanua'aku Pati, fue elegido Primer ministro de Vanuatu, derrotando al ex canciller Ralph Regenvanu, del Partido de la Tierra y la Justicia, por 31 votos contra 21. El gobierno de coalición de Loughman incluyó al Vanua'aku Pati, la Unión de Partidos Moderados, el Partido Nacional Unido y otros partidos menores. Al día siguiente, Loughman nombró a los miembros de su gobierno.
Así quedó finalmente designado el consejo de ministros:
| Ministerio                                                             | Ocupante          | Partido                                     |
| ---------------------------------------------------------------------- | ----------------- | ------------------------------------------- |
| Primer ministro                                                        | Bob Loughman      | Vanua'aku Pati                              |
| Vice primer ministro Ministro del Interior                             | Ishmael Kalsakau  | Unión de Partidos Moderados                 |
| Ministro de Agricultura, Ganadería, Silvicultura, Pesca y Bioseguridad | Kalo Willie       | Unión de Partidos Moderados                 |
| Ministro de Cambio Climático                                           | Bruno Lengkon     | Partido Nacional Unido                      |
| Ministro de Educación y Formación                                      | Simeon Seule      | Movimiento de Reunificación para el Cambio  |
| Ministro de Hacienda y Gestión Económica                               | Johnny Koanapo    | Vanua'aku Pati                              |
| Ministro de Relaciones Exteriores y Comercio Exterior                  | Mark Ati          | Grupo Iauko                                 |
| Ministro de Salud                                                      | Silas Bule        | Partido Nacional Unido                      |
| Ministro de Infraestructura y Servicios Públicos                       | Jay Ngwele        | Partido de Desarrollo Rural                 |
| Ministro de Justicia y Servicios Comunitarios                          | Esmon Simon       | Vanua'aku Pati                              |
| Ministro de Tierras y Recursos Naturales                               | Norris Kalmet     | Movimiento de Reunificación para el Cambio  |
| Ministerio de Turismo,Comercio y Negocios de Ni-Vanuatu                | James Bule        | Partido de Desarrollo de Unidad de Personas |
| Ministro de Desarrollo y Formación de la Juventud                      | Willie Saetearoto | Confederación Verde                         |